# Lea Katz – Die Kriminalpsychologin: Das wilde Kind
Das wilde Kind ist ein deutscher Kriminalfilm von Konrad Sabrautzky aus dem Jahr 1997. Es handelt sich um den Pilotfilm zur ZDF-Kriminalfilmreihe Lea Katz – Die Kriminalpsychologin mit Martina Gedeck in der Titelrolle. Die Erstausstrahlung erfolgte am 25. Januar 1997 zur Hauptsendezeit im Rahmen des ZDF-Samstagskrimi.

## Handlung
Nachts auf einer öffentlichen Toilette wird die völlig verstörte 13-jährige Uma mit blutbespritzten Anziehsachen und einem großen Küchenmesser bewaffnet aufgespürt und der Polizei übergeben. Kriminalpsychologin Lea Katz nimmt sich des pubertierenden Mädchens, das nicht spricht und auf seine Umwelt mit heftiger Panik reagiert, an. Wenig später wird in einem Haus eine Frauenleiche gefunden. Forensische Untersuchungen stellen sicher, dass Uma am Tatort unter menschenwidrigen Bedingungen eingesperrt wurde. Katz versucht über Uma herauszufinden, ob sie die Tat aus Verzweiflung begangen hat, und weshalb sie zu Hause so gefoltert wurde.

## Produktionsnotizen
Für die Produktion zeichnete die Westdeutsche Universum-Film GmbH unter Federführung von Produzentin Elke Kimmlinger verantwortlich.